# Hugo I de Roucy
Hugues I de Roucy (1090 - 1160) foi um nobre da frança medieval com origem na Casa de Montdidier, foi conde de Roucy de 1103 até 1160 e senhor de Nizy-le-Comte e Sevigny.

## Biografia
Em 1130 fez a doação à Ordem dos Templários de Thony, localidade situada na comuna de Pontavert. Foi o fundador de Abadia de Val-le-Roi em 1147, priorado de Évergnicourt em 1154.

## Relações familiares
Foi filho de Ebles II de Roucy (1050 - 1104), conde de Roucy e de Reims e de Sibila de Altavila.
Casou com por duas vezes, a primeira cerca de 1117 com Adeline de Pierrefonds ou Aveline de quem teve:
1. Adelaide de Roucy (1117 - 1172), casada com Gaucher II de Châtillon, (1115 - 1148)[4] senhor de Châtillon-sur-Marne, de Toissy, de Montjay e de Crécy.

O segundo casamento foi com Riquilda de Hohenstaufen, irmã de Conrado III, Sacro Imperador Romano-Germânico, que foi imperador entre 1138 e 1152, e portanto filha de Frederico I da Suábia (1050 - 21 de julho de 1105), duque da Suábia e de Inês de Alemanha, (1072 - 24 de setembro de 1143) de quem teve:
1. Guiscardo de Roucy (? - 1180), conde de Roucy, casou com Elisabete de Mareuil sur Aÿ.
2. Ebles de Thony, referido em documentos entre 1147 e 1154.
3. Hugo de Thony, referido em documentos entre 1154 e 1166, foi Senhor de Thony e de Bois, casou com Eva de Courlandon.[5]
4. Clemência de Roucy, casada por duas vezes, a primeira com Renaud de Rozoy-en-Thierache, senhor de Rozoy-en-Thierache, a segunda com Guermond de Châtillon, Senhor de Sévigny.
5. Avoye de Thony.
6. Sibila de Thony, mencionada em 1154.
7. Sara de Thony, casada com Guy de Soupir, Senhor de Soupir.